# Остьор (приток на Десна)
Остьор (на украински: Осте́р; на руски: Остёр) е река в Украйна (Черниговска област), ляв приток на Десна (ляв приток на Днепър). Дълга е 199 km, а площта на водосборния ѝ басейн е 2950 km².
Река Остьор води началото си от североизточната, приповдигната периферия на Приднепровската низина, в източната част на Черниговска област на Украйна, на 133 m н.в., на 2 km южно от село Вишневское. Тече предимно в западно направление, по северната част на Приднепровската низина, като неколкократно смяня посоката си. Влива се отляво в река Десна (ляв приток на Днепър), на 3 km югозападно от град Остьор, на 98 m н.в. Основен приток на Остьор е Вюница (ляв). Има предимно снежно подхранване. Средният годишен отток на 27 km от устието ѝ е 3,2 km³/sec. При село Диневка наляво се отделя канал, по който се прехвърля вода в река Трубеж (ляв притокс на Днепър). По бреговете на реката са разположени множество населени места, в т.ч. градовете Нежин и Остьор и сгт Козелец.